# Darley Arabian
Vous lisez un « bon article » labellisé en 2017.
Pour les articles homonymes, voir Darley et Arabian.
Darley Arabian (anglais : The Darley Arabian, soit « l'Arabe de Darley » en français) est un étalon syrien né en mars ou avril 1700 et mort en 1730, l'un des trois étalons à l'origine des Pur-sang, les chevaux de course de galop actuels, avec Godolphin Arabian et Byerley Turk. Il existe peu d'informations fiables à son sujet. Il est élevé par des Bédouins de la région de Palmyre ou d'Alep, en Syrie sous l'Empire ottoman. Un marchand anglais traitant avec la Levant Company, Thomas Darley, l'acquiert et l’amène dans un convoi de marine marchande en transitant par la Turquie, vers son haras familial d'Aldby Park situé dans le Yorkshire en Angleterre, en 1704.
Darley Arabian n'a jamais couru de course de chevaux. Bien que sa valeur marchande soit déjà considérable de son vivant, il n’acquiert la célébrité que très longtemps après sa mort, grâce au succès d'une vingtaine de ses poulains et de leurs descendants en sport hippique. Il inspire dès lors de nombreuses légendes et des spéculations sur ses origines et son acquisition. L'influence de cet étalon bai, réputé pour son physique fin et sa nervosité, reste très importante sur les lignées de Pur-sangs et de chevaux de sport actuelles, puisque Darley Arabian figure dans 95 % des pedigrees des Pur-sangs du début du XXIe siècle, ainsi que dans celui de très nombreux chevaux de sport. Il est notamment l'ancêtre d'Eclipse et de Northern Dancer.

## Nom
D'après la lettre originelle rédigée en anglais par Thomas Darley, ce cheval se nommait « Mannicka ». Il est essentiellement connu par le nom de ses nouveaux propriétaires anglais,.

## Histoire

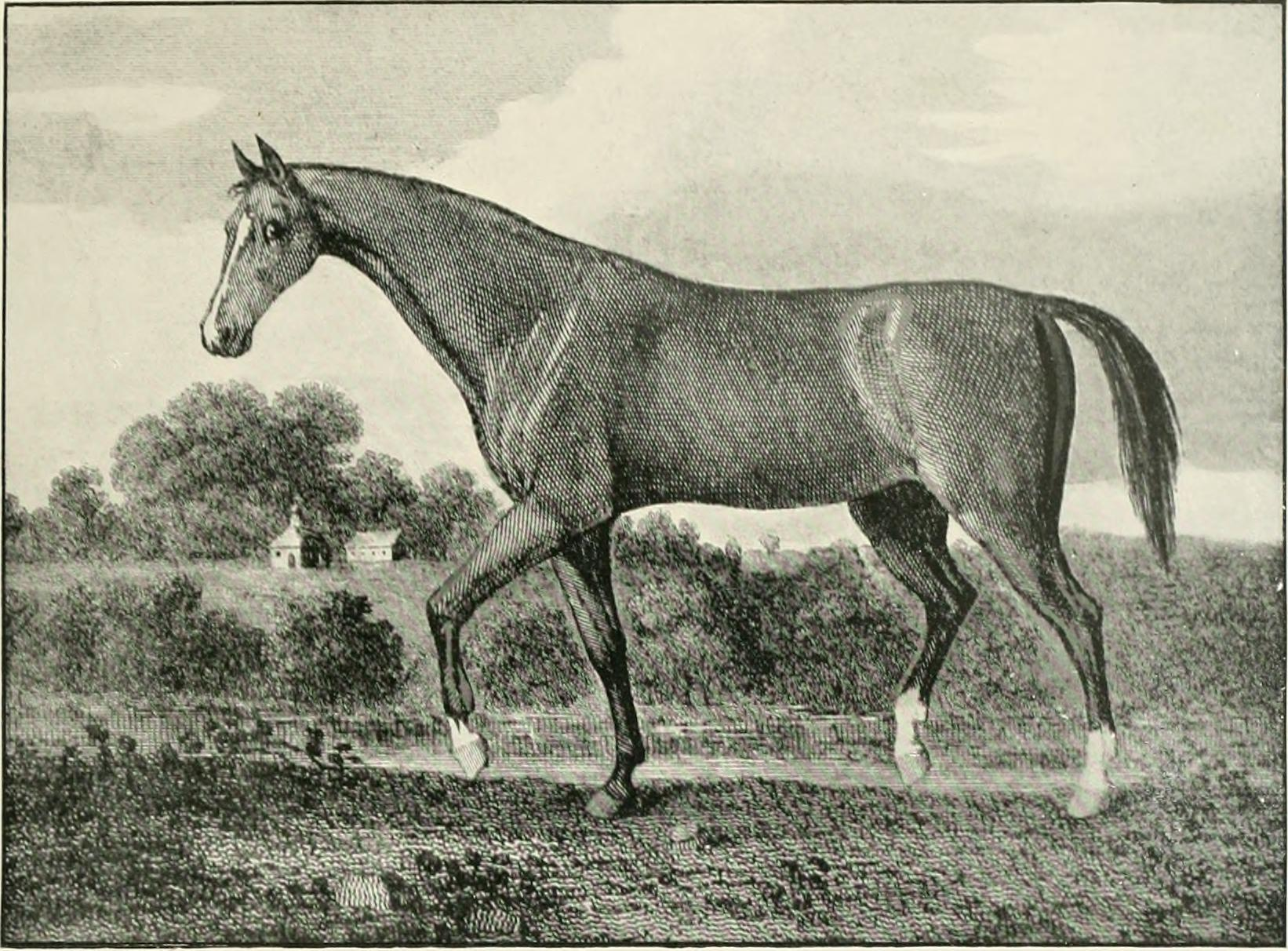
Gravure de Darley Arabian parue en 1906.

Très peu d'informations sont connues au sujet de Darley Arabian, celles-ci provenant essentiellement de correspondances faisant état de difficultés pour transporter ce cheval jusqu'en Angleterre. Il naît en mars ou avril 1700 parmi des éleveurs bédouins, très probablement dans le désert des environs de Palmyre, en Syrie,. Thomas Darley, un marchand anglais résidant à Alep, repère le poulain et l'achète en 1702, puis garde cet animal avec lui en Syrie durant un an et demi. Il envoie une lettre à son frère, résidant dans le Yorkshire, pour lui faire part de l'achat de ce cheval et de son envoi prochain en Angleterre, le 21 décembre 1703,. Les circonstances d'achat ne sont pas connues, et ont fait l'objet de très nombreuses spéculations. Il est peut-être exporté depuis la ville d'Alep. Depuis la fin du XVIe siècle, le cheval oriental est l'objet d'une admiration croissante en Europe, mais une interdiction d'exportation de chevaux depuis l'Empire ottoman, appliquée de façon plus ou moins répressive, gêne ou empêche le commerce. L'arrivée de ce cheval en Europe coïncide avec une vague d'orientalisme, la première traduction en anglais des Mille et Une Nuits étant parue la même année. Les lettres de Nathaniel Harley, marchand de la Levant Company établi à Alep à l'époque, démontrent l'existence d'un commerce de chevaux clandestin entre l'Angleterre et l'Empire Ottoman, et d'efforts pour échapper aux autorités ottomanes.
Un autre événement concomitant est la guerre de Succession d'Espagne, qui rend la navigation difficile pour les Anglais le long des côtes d'Afrique du Nord, en raison de la présence de flottes barbaresques et de tensions avec les Français. Thomas Darley s'arrange avec des marins locaux qui font transiter son cheval par Alexandrette, en Turquie. D'après Christopher McGrath, le cheval embarque pour l'Angleterre le 3 janvier 1704, sur un bateau de marine marchande appartenant à la Levant Company, le HMS Ipswich, escorté d'une flottille de navires de guerre armés de canons. Il s'agit peut-être d'une compensation pour le fait que cette même année, un paiement de 500 livres sterling avait aidé Darley pendant une période de difficultés financières. Le voyage est difficile, car ce cheval syrien, élevé en liberté dans le désert, n'a jamais été enfermé dans un box et se montre très nerveux. Il est suspendu dans un tapis afin que seuls ses membres postérieurs soient en contact avec la surface du bateau. Contrairement à son frère, exporté de la même façon un an auparavant mais mort durant le voyage, Darley Arabian survit au trajet. Sa date d'arrivée en Angleterre n'est pas connue, mais il débarque durant l'été 1704 à Kinsale, en Irlande, touchant pour la première fois le sol européen. Il est vraisemblablement transporté vers l'Angleterre quelques jours plus tard. Son arrivée n'est pas documentée. Il est possible que les importations fréquentes d'étalons originaires d'Afrique du Nord et du Moyen-Orient vers l'Angleterre, depuis 1649, aient empêché que l'arrivée d'un autre étalon depuis la Syrie fasse l'objet d'une attention particulière. La plupart des étalons orientaux importés en Angleterre étaient, comme Darley Arabian, amenés dans la région du Yorkshire, connue pour ses élevages de chevaux.
L'étalon est placé au haras familial de la famille Darley, situé à Aldby Park, près de Leeds dans le Yorkshire. Il se reproduit durant environ 20 ans, principalement avec des juments de basse qualité, en ne donnant naissance qu'à une poignée de poulains. Un portrait grandeur nature de ce cheval est commandé par la famille Darley au peintre John Wooton en 1709, mais l'étalon n'a alors qu'une valeur d’emblème, et n’acquiert la célébrité que longtemps après sa mort. Il meurt en 1730, sans jamais avoir couru sur un hippodrome. À la mort de Thomas Darley, un conflit de succession éclate : la valeur attribuée à Darley Arabian est alors de 300 livres sterling, ce qui équivaut au prix de 40 bonnes juments carrossières.

## Légendes
Comme le souligne Christopher McGrath, de nombreuses légendes circulent au sujet de Darley Arabian, sans doute afin de combler le manque d'informations historiques à son sujet, et tendent à le déifier. Ainsi, des surnoms honorifiques lui sont attribués, tels que The Headstrong One (en français : « Celui à la forte tête »). L'une de ces légendes affirme que ce cheval appartenait originellement à un cheikh du nom de Mirza,. Thomas Darley aurait acheté l'étalon au consulat britannique d'Alep pour 300 couronnes, mais le cheikh aurait cherché à renégocier les termes du contrat, arguant que la somme était trop faible car il s'agissait de l'un de ses meilleurs poulains,. Il aurait ensuite envoyé une lettre à la reine Anne d'Angleterre pour se plaindre de s'être fait « voler » l'un de ses meilleurs animaux par des marchands anglais,. Cette histoire est notamment reportée par l'Américaine Rebecca Louise Cassidy (2010), qui précise que Thomas Darley a volé le cheval en le faisant transiter par Izmir,.
Une autre de ces légendes assure que Darley Arabian a été échangé contre un fusil à platine à silex lors d'une partie de chasse en Syrie,, alors que le père de Thomas Darley cherchait à acquérir un cheval de course, puis qu'il serait arrivé secrètement en Angleterre et remis au père de Thomas Darley. Dans le General Stud Book, paru en 1791, il est écrit que Thomas Darley était membre d'un club de chasse, ce qui aurait nourri son intérêt pour l'achat de ce cheval.
Un document français de 1853 affirme que Darley Arabian devait galoper aux courses d'York le 12 août 1714, mais qu'au moment où la cloche a annoncé le départ, le bruit se répandit que la reine Anne venait de mourir, et l'épreuve n'eut point lieu.
Homéric raconte qu'« avant de céder son cheval à Darley, le cavalier bédouin lui dit qu'il s’appelait Mannicka et qu'il était de pure race Kochlani, sang du cheptel de Suleiman ».

## Description

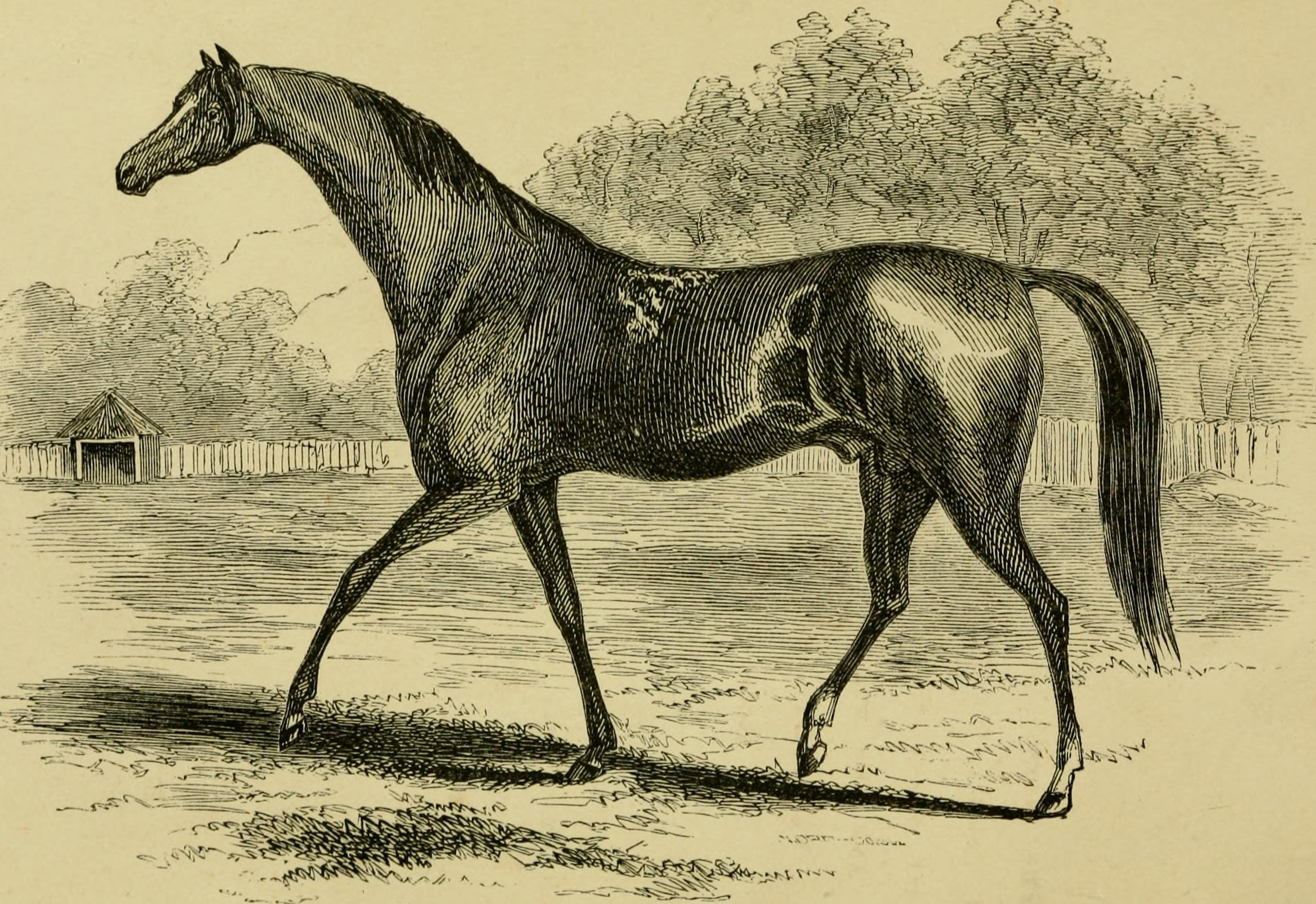
Gravure de Darley Arabian parue en 1860, montrant une tache blanche près du garrot.

Darley Arabian est un étalon bai mesurant 15 mains, soit environ 1,52 m. Il porte une fine liste blanche en-tête et trois balzanes. Sa couleur de robe est plus claire que celle des autres étalons fondateurs de la race du Pur-sang. Son unique portrait révèle qu'il porte beaucoup de marques blanches. Il est réputé pour sa beauté et son raffinement. Le portrait montre d'ailleurs un cheval d'une grande élégance, doté d'une longue tête très fine. C'est un étalon de modèle léger et alerte, dont les veines sont visibles sous la peau lorsqu'il s'échauffe.

« Il avait l'élégance d'un cerf, avec de petites oreilles, un museau fin, et un œil vif »

— Christopher McGrath
Homéric ajoute que « certains tableaux le représentent avec une tache blanche à gauche du garrot ayant la forme d'une colombe ».

## Origines
De nombreuses légendes et spéculations courent au sujet des origines de Darley Arabian. La seule source historique existant au sujet des origines de ce cheval est la lettre de Thomas Darley datée du 21 décembre 1703, dans laquelle il est écrit, :

« ... de la race la plus estimée parmi les Arrab(e)s (sic), tant par le Père que par la Mère, et cette race s'appelle Mannicka. »

— Thomas Darley,
Ce nom a été mis en relation avec la lignée des chevaux arabes Muniqui, renommée pour sa vitesse,, notamment par Lady Anne Blunt. Pour Roger D. Upton (1873), Darley Arabian était plutôt un cheval arabe de lignée Koheilan, plus précisément un Koheilan-Ras-El-Fedawi, nom figurant aussi dans d'autres documents anglais du XIXe siècle. Christopher McGrath estime que l'origine Ras-El-Fedawi est une légende brodée de toutes pièces. D'autres auteurs estiment que Darley Arabian n'était pas de race Arabe, mais de race Akhal-Teké.
Quoi qu'il en soit, Darley Arabian répond à la définition d'un cheval arabe ʼaṣīl (en arabe : أصیل?, « authentique »), puisqu'élevé dans le désert de Syrie parmi des Bédouins. William Youatt écrit, en 1831, que ce cheval a été élevé dans le désert des environs de Palmyre.

## Descendance et hommages

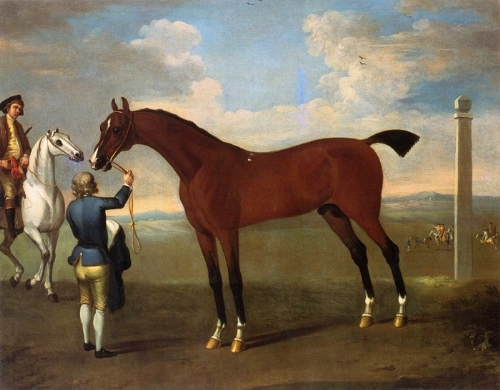
Flying Childers, un fils de Darley Arabian.

L'influence de Darley Arabian fait entrer l'élevage du cheval de course dans une nouvelle ère. Il est l'ancêtre de 95 % des chevaux de race Pur-sang actuels,, d'après des analyses effectuées sur le chromosome Y, et compte parmi les trois ancêtres mâles majeurs de cette race avec Godolphin Arabian et Byerley Turk,,. Il figure aussi dans le pedigree de nombreux chevaux de sport actuels, à travers son descendant Whalebone.
Darley Arabian est élu tête de liste des étalons en Angleterre et en Irlande en 1722. Selon le General Stud Book, l'étalon s'est reproduit entre 1706 et 1719. La famille Darley n'avait qu'une poignée de poulinières, de sorte que son étalon arabe ne couvrait que quelques juments au printemps. Seuls vingt poulains environ sont nés et signalés comme étant engendrés par Darley Arabian. Le nombre de ses descendants directs était probablement plus grand, mais dans le General Stud Book, entamé en 1791, seuls vingt de ses descendants ont été jugés dignes d'être admis au sein de la race du Pur-sang.
Durant sa carrière de reproducteur, Darley Arabian couvre la jument Betty Leedes (par Old Careless), qui donne naissance à Flying Childers, six fois vainqueur en six courses. C'est toutefois Bartlett's Childers qui a la plus grande influence sur les Pur-sangs actuels. Il est l'arrière-arrière-grand-père du fameux étalon Eclipse (né en 1764), qui reste invaincu sur les hippodromes. Il est aussi un ancêtre de l'étalon le plus influent du XXe siècle, Northern Dancer, et figure dans le pedigree de très nombreux chevaux de course réputés, dont American Pharoah.
Les descendants de Darley Arabian ne sont à l'origine pas majoritaires dans les chevaux Pur-sang, mais leur part augmente à partir du XIXe siècle, essentiellement à travers la descendance de son arrière-arrière petit-fils Eclipse. Elle a reculé à plusieurs reprises, ne se maintenant que grâce à des chevaux de course considérés comme mineurs, ou âgés, mais elle perdure depuis environ 300 ans, malgré les nombreuses évolutions et les changements économiques du monde du sport hippique. L'influence des deux autres étalons à l'origine des Pur-sangs, Godolphin Arabian et Byerley Turk, est maintenant plus faible que celle de Darley Arabian. Le spécialiste des courses Roger Upton estimait en 1873 que Darley Arabian a acquis cette première position parce qu'issu d'une lignée « plus pure » que celles de Godolphin et de Byerley Turk, dont les origines arabes sont controversées. Au début du XXe siècle, Lady Anne Blunt a émis la théorie que Darley Arabian était prédominant parmi les ancêtres du Pur-sang, car cette race ne pouvait être selon elle que de pure origine Arabe. Cette idée, qui fait de Darley Arabian leur principal ascendant, a depuis été confirmée par l'étude génétique du Dr Patrick Cunningham.
À la fin des années 1980, le Darley Awards est créé pour récompenser les meilleurs chevaux arabes de course.

### Note
1. ↑  Un courrier de la Levant Company daté d'avril 1702 parle d'une chevauchée de quatre ou cinq jours avec Thomas Darley entre le sud d'Alep et le désert des environs de Palmyre.

### Citations originales
1. ↑  Version originale en anglais d'époque : « [...] of the most esteemed race amongst the arrabs both by Syre and Dam, and the name of said race is called Mannicka ».